# El Qūwāt El Gawīyä El Maṣrīya
La El Qūwāt El Gawīyä El Maṣrīya, (in arabo القوات الجوية المصرية‎?), conosciuta internazionalmente con la designazione in lingua inglese Egyptian Air Force e con la sigla EAF, è l'aeronautica militare egiziana e parte integrante delle forze armate egiziane.
Istituita dopo la Rivoluzione egiziana del 1952 segue la precedente Royal Egyptian Air Force di impostazione britannica.

## Aeromobili in uso
Sezione aggiornata annualmente in base al World Air Force di Flightglobal del corrente anno. Tale dossier non contempla UAV, aerei da trasporto VIP ed eventuali incidenti accorsi durante l'anno della sua pubblicazione. Modifiche giornaliere o mensili che potrebbero portare a discordanze nel tipo di modelli in servizio e nel loro numero rispetto a WAF, vengono apportate in base a siti specializzati, periodici mensili e bimestrali. Tali modifiche vengono apportate onde rendere quanto più aggiornata la tabella.
L'organico, secondo il sito avionslegendaires.net, comprendeva al luglio 2019, i DHC-5D Buffalo, gli Alpha Jet MS.2, le versioni degli addestratori di origine ceca L-39, i Mirage 5SDE, i Mirage 5SDR, un Boeing 707-366C ed anche una dozzina di J-7 di origine cinese. Al contrario, Aeronautica & Difesa, all'agosto dello stesso anno, riteneva tutti questi velivoli non più in servizio, fatta eccezione per i soli Mirage 5SDD da conversione operativa.
| Aeromobile                            | Origine        | Tipo                                                                       | Versione (denominazione locale)              | In servizio (2023) | Note | Immagine         |
| Aerei da combattimento                |                |                                                                            |                                              |                    | |                  |
| Dassault Rafale                       | Francia        | caccia multiruolo bipostocaccia multiruolo monoposto                       | Rafale DMRafale EM                           | 168                | 24 ordinati, 16 Rafale DM biposto e 8 Rafale EM monoposto. Ulteriori 30 aerei sono stati ordinati il 4 maggio 2021. |                  |
| Mikoyan MiG-29 Fulcrum                | Russia         | superiorità aerea                                                          | MiG-29MMiG-29M2                              | 3112               | 46 tra MiG-29M e MiG-29M2 ordinati (più due rimpiazzi per ripianare la perdita di altrettanti aerei). Ad aprile 2017 il ministero della difesa egiziana ha comunicato che il primo lotto di 50 MiG-29M/M2 è stato consegnato, non comunicando il numero preciso degli aerei presi in carico. 2 MiG-29M persi rispettivamente il 3 novembre 2018 e il 5 dicembre del 2019. A fine 2020 risultano consegnati tutti i 46 esemplari, compresi i 2 rimpiazzi per i due velivoli persi nel 2018 e nel 2019. Tre esemplari sono stati distrutti sulla base aerea di Marawi, in Sudan, dove erano schierati per una esercitazione.Tra aprile e maggio 2025 i MiG-29 egiziani hanno condotto una importante esercitazione aerea con la Cina. |                  |
| Lockheed F-16 Fighting Falcon         | Stati Uniti    | aereo da caccia\| caccia multiruoloconversione operativa caccia multiruolo | F-16A F-16CF-16B F-16D                       | 16850              | 42 F-16 del block 15 (34 F-16A monoposto e 8 F-16B biposto) ordinati con il programma "Peace Vector I" il 25 giugno 1980, con consegne a partire dal 1982. 40 F-16 del block 32 (34 F-16C monoposto e 8 F-16D biposto) ordinati con il programma "Peace Vector II" nel 1981, con consegne a partire dal 1986. 47 F-16 del block 40 (35 F-16C monoposto e 12 F-16D biposto) ordinati con il programma "Peace Vector III" nel giugno 1990, con consegne a partire dall'ottobre 1991. 46 F-16 del block 40 costruiti dalla turca TAI (34 F-16C monoposto e 12 F-16D biposto) ordinati con il programma "Peace Vector IV" nel 1994, con consegne a partire dallo stesso anno e proseguite per tutto il 1995. 21 F-16C del block 40 ordinati con il programma "Peace Vector V" nel 1996, con consegne a partire dal 1999. 24 F-16 del block 40 (12 F-16C monoposto e 12 F-16D biposto) ordinati con il programma "Peace Vector VI" nel marzo del 1999, con consegne a partire dal 2001. 20 F-16 del block 52 (16 F-16C monoposto e 4 F-16D biposto) ordinati con il programma "Peace Vector VII" il 24 dicembre 2009, con consegne a partire dal 2012, che hanno portato il numero finale di velivoli consegnati a 240. Nel 1997, tutti gli aerei del Block 15 e del Block 32 furono modificati al Block 42. Secondo un rapporto dell'International Institute for Strategic Studies (IISS), al novembre 2016 risultano in servizio 209 esemplari. |                  |
| Dassault Mirage 2000                  | Francia        | caccia multiruoloconversione operativa                                     | Mirage 2000EMMirage 2000BM                   | 154                | 16 Mirage 2000EM e 4 Mirage 2000BM consegnati. |                  |
| Air Tractor AT-802                    | Stati Uniti    | COIN                                                                       | AT-802U                                      | 12                 | 12 consegnati. Si tratta di AT-802 ex Al-Quwwāt al-Jawiyya al-Imārātiyya acquistati nel 2015. |                  |
| Impieghi speciali                     |                |                                                                            |                                              |                    | |                  |
| Beechcraft 1900                       | Stati Uniti    | guerra elettronica                                                         | Beechcraft 1900C                             | 4                  | 4 B1900C Elint consegnati. | su jetphotos.net |
| Northrop Grumman E-2 Hawkeye          | Stati Uniti    | AWACS                                                                      | E-2C                                         | 7                  | 8 E-2C consegnati. | su jetphotos.net |
| Lockheed EC-130 Hercules              | Stati Uniti    | ELINT                                                                      | EC-130H                                      | 2                  | 2 EC-130H consegnati. |                  |
| Aeromobili a pilotaggio remoto - UAV  |                |                                                                            |                                              |                    | |                  |
| CAIG Wing Loong                       | Cina           | UAV                                                                        | Wing Loong IWing Loong II                    | 1032               | 10 Wing Loong I ordinati nel 2016, più 32 Wing Loong II ordinati nel 2018. |                  |
| Aerei da trasporto                    |                |                                                                            |                                              |                    | |                  |
| Lockheed C-130 Hercules               | Stati Uniti    | Aereo da trasporto                                                         | C-130HVC-130H-30                             | 191                | 21 C-130H e 2 VC-130H consegnati, 19 del primo modello ed 1 del secondo in servizio. Tre dei C-130H sono esemplari ex danesi ricondizionati dopo il loro ritiro nel 2004. |                  |
| Lockheed Martin C-130J Super Hercules | Stati Uniti    | Aereo da trasporto                                                         | C-130J                                       | 0                  | Il Dipartimento di Stato statunitense, a gennaio 2022, ha autorizzato la vendita di 12 C-130J, oltre a una dozzina di motori di riserva. Primi 2 C-130J ordinati il 5 settembre 2024. |                  |
| CASA C-295                            | Spagna         | Aereo da trasportoaereo da trasporto VIP                                   | C-295M                                       | 221                | 24 C-295M consegnati a partire dal 2011. | su jetphotos.net |
| Antonov An-74 Coaler                  | Ucraina        | Aereo da trasporto                                                         | An-74TK-200A                                 | 3                  | 3 An-74T-200 consegnati. |                  |
| Ilyushin Il-76 Candid                 | Russia         | Aereo da trasporto                                                         | Il-76MF                                      | 2                  | 2 Il-76MF ex Royal Jordanian Air Force consegnati ad agosto 2019. |                  |
| Beechcraft 1900                       | Stati Uniti    | Aereo da trasporto                                                         | Beechcraft 1900C                             | 4                  | 4 B1900C da trasporto consegnati. |                  |
| Beechcraft King Air 200               | Stati Uniti    | Aereo da trasporto                                                         | King Air 200                                 | 3                  | |                  |
| Airbus A340                           | Unione europea | aereo da trasporto VIP                                                     | A340-211                                     | 1                  | 1 A340-211 consegnato. |                  |
| Gulfstream Aerospace Gulfstream III   | Stati Uniti    | aereo da trasporto VIP                                                     | G.1159A                                      | 3                  | 3 G.1159A Gulfstream III consegnati. |                  |
| Gulfstream IV                         | Stati Uniti    | aereo da trasporto VIP                                                     | G.1159B                                      | 1                  | 1 G.1159B Gulfstream IV consegnato. |                  |
| Cessna 680 Citation Sovereign         | Stati Uniti    | aereo da trasporto VIP                                                     | C 680A                                       | 1                  | |                  |
| Dassault Falcon 7X                    | Francia        | aereo da trasporto VIP                                                     | Falcon 7X                                    | 1                  | 1 Falcon 7X consegnato. |                  |
| Dassault Falcon 20                    | Francia        | aereo da trasporto VIP                                                     | Falcon 20E                                   | 1                  | |                  |
| Aerei da addestramento                |                |                                                                            |                                              |                    | |                  |
| Embraer EMB 312 Tucano                | Brasile        | Aereo da addestramento                                                     | EMB-312A                                     | 54                 | 54 consegnati. |                  |
| Grob G 115                            | Germania       | Aereo da addestramento                                                     | G 115EG                                      | 74                 | 74 G.115 consegnati. | su airliners.net |
| Hongdu K-8 Karakorum                  | Cina Pakistan  | Aereo da addestramento                                                     | K-8E                                         | 118                | 120 esemplari consegnati. Due sono andati persi per incidenti. |                  |
| Dassault Mirage 5                     | Francia        | conversione operativa                                                      | Mirage 5SDD                                  | 6                  | 6 Mirage 5SDD da addestramento consegnati. |                  |
| Elicotteri                            |                |                                                                            |                                              |                    | |                  |
| Boeing AH-64 Apache                   | Stati Uniti    | elicottero d'attacco                                                       | AH-64DAH-64E                                 | 430                | 45 AH-64D ricevuti dal 2003 (35 AH-64A portati allo standard AH-64D sono stati inizialmente ricevuti, con altri 10 AH-64D ordinati nel 2010). I 43 elicotteri in servizio al gennaio 2022, saranno sottoposti ad un programma di aggiornamento che li porterà ad uno standard simile alla versione AH-64E Guardian. Il 27 novembre la Defense Security Cooperation Agency statunitense ha approvato la vendita di ulteriori 10 elicotteri d'attacco AH-64E APACHE all'Egitto. La vendita, del valore di circa un miliardo di dollari e che verrebbe effettuata tramite programma FMS, deve ancora ottenere la piena ufficialità che verrà ottenuta una volta approvata dal Congresso. |                  |
| AgustaWestland AW109                  | Italia         | elicottero multiruolo                                                      | AW109                                        | 3                  | 3 AW109 consegnati. |                  |
| AgustaWestland AW139                  | Italia         | SAR                                                                        | AW139E                                       | 2                  | 2 AW139 consegnati. | su helis.com     |
| AgustaWestland AW149                  | Italia         | elicottero utilitySAR                                                      | AW149                                        | 24                 | 24 AW149 ordinati nel 2019. |                  |
| AgustaWestland AW189                  | Italia         | elicottero da trasporto VIP                                                | AW189                                        | 8                  | 8 AW189 ordinati nel 2019. |                  |
| Boeing CH-47 Chinook                  | Stati Uniti    | elicottero da trasporto pesante                                            | CH-47CCH-47D                                 | 316                | 14 CH-47C consegnati e 3 in servizio, 17 CH-47D consegnati e tutti in servizio. Il 26 maggio 2022, il Dipartimento di Stato americano ha autorizzato l'acquisto di 23 nuovi CH-47F. Il 3 gennaio 2023 sono stati ordinati 12 CH-47F, rispetto ai 23 annunciati a maggio 2022. |                  |
| Mil Mi-8 Hip                          | Russia         | elicottero multiruolo                                                      | Mi-8TMi-17                                   | 3526               | 40 Mi-8T Hip-C e 27 Mi-17 Hip-H consegnati, 35 dei primi e 27 dei secondi in servizio. Uno dei 27 Mi-17 si è schiantato al confine con la Libia a maggio 2020. |                  |
| Mil Mi-24 Hind                        | Russia         | elicottero d'attacco                                                       | Mi-24V                                       | 12                 | Si ritiene che almeno uno squadrone di Mi-24V sia in servizio dal 2017, con 12 aeromobili acquisiti. |                  |
| Kamov Ka-52 Alligator                 | Russia         | elicottero d'attacco                                                       | Ka-52E                                       | 46                 | 46 Ka-52E ordinati. Al dicembre 2018 risultano consegnati 34 esemplari. |                  |
| Sikorsky UH-60 Black Hawk             | Stati Uniti    | Elicottero utility                                                         | S-70AUH-60M                                  | 2                  | 2 S-70A-21 e 2 UH-60M consegnati. |                  |
| Aérospatiale SA 341 Gazelle           | Francia        | Elicottero d'attacco                                                       | SA 342K                                      | 89                 | 108 SA 342K consegnati. | su helis.com     |
| Aérospatiale AS 350 Écureuil          | Francia        | elicottero utility                                                         | AS 350                                       | 3                  | |                  |
| Westland Commando                     | Regno Unito    | elicottero da trasporto tatticoelicottero da trasporto VIP                 | Commando Mk. 1 Commando Mk. 2Commando Mk. 2B | 23                 | 5 Commando Mk. 1 ordinati nel 1973, ed entrati in servizio a partire dal febbraio del 1974. Ulteriori 19 Commando Mk. 2 furono ordinati in due lotti da 17 e 2 esemplari. I primi diciassette erano infatti mezzi da trasporto d'assalto, mentre gli ultimi due erano allestiti per il trasporto VIP e furono designati Commando Mk-2B. Nel 1975 furono ordinati altri 4 elicotteri, denominati Commando Mk. 2, che erano attrezzati per la guerra elettronica e dotati di equipaggiamenti americani, britannici e sovietici. |                  |
| Kaman SH-2 Seasprite                  | Stati Uniti    | ASW                                                                        | SH-2G                                        | 10                 | 14 SH-2G consegnati dal 1997. | su helis.com     |

### Squadra acrobatica Silver Stars

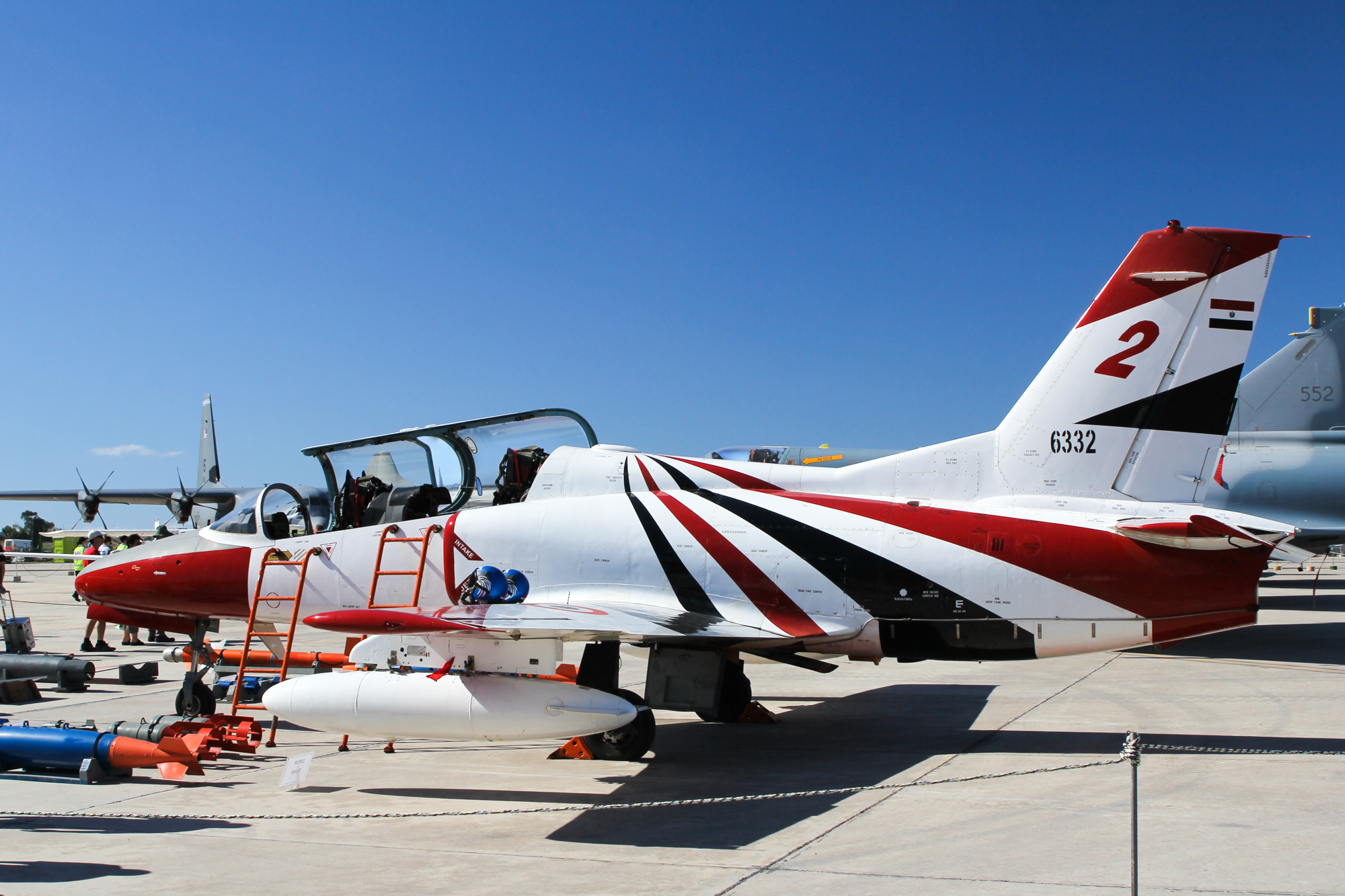
Un K-8 egiziano utilizzato dalle Silver Star durante una manifestazione nel 2015.

La squadra acrobatica dell'aeronautica egiziana si chiama Silver Stars, formata da 10 aerei da addestramento K-8E Karakorum dipinti nei colori bianco, rosso e nero. Tutti gli aerei sono dotati di generatori di fumo rosso, bianco e nero. Durante gli spettacoli, le Silver Stars eseguono otto diverse formazioni insieme a diversi passaggi di singoli aerei. L'aereo # 6325 (Stella 1) porta il nome "Sharaf" dal capo della squadra. Gli aerei di un'altra squadra portavano anche i nomi dei piloti dipinti sul muso del K-8. Tutti i piloti sono istruttori di volo presso l'Accademia aeronautica egiziana con sede nella base aerea di Belbeis. La squadra di dimostrazione dell'aeronautica militare egiziana "The Silver Stars" è stata costituita a metà del 1974 per partecipare all'anniversario della "Guerra di ottobre". I piloti della squadra erano istruttori di volo all'Air Force College e pilotavano quattro aerei L-29 dipinti in verde scuro, marrone e giallo (schema di colori standard). Nel 1984, la squadra acrobatica Sliver Stars passò a sei aeroplani da addestramento Alpha Jet. L'anno successivo gli aerei della squadra divennero nove. Nel 2003, la squadra è passata all'aereo addestratore K-8E Karakorum e dal 2005 è stata guidata dal Capitano del Gruppo Mostafa Fathi. Dal 2010, il team sta pilotando dieci aerei, nove più uno da solista.

## Aeromobili ritirati
- Boeing 707-366C
- de Havilland Canada DHC-5D
- Dassault-Dornier Alpha Jet E/MS.2 - 54 esemplari (?-?)[57]
- Aero L-39E Albatros
- Aero L-59E Super Albatros
- Dassault Mirage 5SDE
- Dassault Mirage 5SDR
- Mikoyan-Gurevich MiG-21MF Fishbed
- Mikoyan-Gurevich MiG-21U Mongol
- Chengdu J-7 Airguard
- McDonnell Douglas F-4E Phantom II
- Xian H-6

## Basi aeree e Gradi

### Basi aeree
Lista delle Basi aeree.
Fonte:
- Aeroporto militare di Sidi Haneish 31°08′30″N 27°31′15″E
- Base aerea di Abu Suweir 30°34′22″N 032°05′47″E
- Base aerea di El Mansoura 30°58′03″N 031°26′03″E
- Base aerea di Borg al Arab 31°11′02″N 029°56′50″E
- Base aerea di Aswan 23°57′54″N 032°49′24″E
- Base aerea di Az Zagazig (Abu Hammad) 30°35′39″N 031°39′58″E
- Base aerea di Beni Sueif 29°12′43″N 031°00′57″E
- Base aerea di Bilbeis 30°23′42″N 031°36′05″E
- Base aerea di Birma/Tanta 30°50′13″N 030°56′11″E
- Base aerea di Almaza 30°05′33″N 031°21′35″E
- Base aerea di Cairo/Intl 30°07′19″N 031°24′20″E
- Base aerea Cairo-West 30°06′59″N 030°54′56″E
- Base aerea di El Minya 28°05′56″N 030°43′44″E
- Base aerea di Fayid 30°20′04″N 032°15′50″E
- Base aerea di Gebel El Basur 30°32′24″N 030°33′38″E
- Base aerea di Hurghada 27°11′03″N 033°47′54″E
- Base aerea di Inshas 30°19′57″N 031°26′51″E
- Base aerea di Gianaclis New 30°49′18″N 030°11′35″E
- Base aerea di Kom Awshim 29°33′15″N 030°53′42″E
- Base aerea di Mersa Matruh 31°19′28″N 027°13′20″E
- Base aerea di Wadi El Gandali (Khatamia) 30°03′01″N 031°50′22″E

### Gradi

#### Gradi degli ufficiali
| Ufficiali                                   | Ufficiali                        | Ufficiali                         | Ufficiali                       | Ufficiali                       | Ufficiali                           | Ufficiali                        | Ufficiali                        | Ufficiali                                    | Ufficiali                           |
| 1º Maresciallo dell'aria                    | Maresciallo dell'aria            | Vice maresciallo dell'aria        | Commodoro dell'aria             | Colonnello                      | Tenente colonnello                  | Maggiore                         | Capitano                         | Primo tenente                                | Tenente                             |
| in arabo فريق أول طيار‎? (Farīq 'awwāl tyar) | in arabo فريق طيار‎? (Fārīq tyar) | in arabo لواء طيار‎? (Līwa'ā tyar) | in arabo عميد طيار‎? (Amīd tyar) | in arabo عقيد طيار‎? (Aqīd tyar) | in arabo مقدم طيار‎? (Muqāddām tyar) | in arabo رائد طيار‎? (Rāyīd tyar) | in arabo نقيب طيار‎? (Nāqīb tyar) | in arabo ملازم أول طيار‎? (Mulāzīm 'awwāl t.) | in arabo ملازم طيار‎? (Mulāzīm tyar) |
| ------------------------------------------- | -------------------------------- | --------------------------------- | ------------------------------- | ------------------------------- | ----------------------------------- | -------------------------------- | -------------------------------- | -------------------------------------------- | ----------------------------------- |
|                                             |                                  |                                   |                                 |                                 |                                     |                                  |                                  |                                              |                                     |

#### Gradi di sottufficiali graduati e comuni
| Sottufficiali e graduati          | Sottufficiali e graduati | Sottufficiali e graduati | Truppa                 |
| Primo sergente                    | Sergente                 | Caporale                 | Aviere                 |
| in arabo رقيب أول‎? (Rāqīb 'awwāl) | in arabo رقيب‎? (Rāqīb)   | in arabo عريف‎? (Arīf)    | in arabo جندى‎? (Jundī) |
| --------------------------------- | ------------------------ | ------------------------ | ---------------------- |
|                                   |                          |                          | nessin distintivo      |

## Insegne degli aeromobili
La coccarda dell'EAF è composto da tre cerchi, di cui quello esterno è rosso, quello centrale bianco e quello interno è nero, corrispondente alla bandiera egiziana. Gli ex tondi dell'EAF includevano una variante simile con due stelle verdi usate dal 1961 al 1973, e una con la vecchia mezzaluna egiziana e tre stelle su uno sfondo verde. I cambiamenti nei contrassegni riflettono i cambiamenti politici.

### Coccarde
| 1932–1932 | 1932–1945 | 1945–1958 | 1958–1972 | 1972–present |
| --------- | --------- | --------- | --------- | ------------ |

### Distintivo di Coda
| 1932–1945 | 1945–1958 | 1958–1972 | 1972–1984 | 1984–present |
| --------- | --------- | --------- | --------- | ------------ |